# William Joseph Burns
William Joseph Burns (Fort Bragg (North Carolina), 4 april 1956) was van 19 maart 2021 tot 20 januari 2025 directeur van de Amerikaanse Central Intelligence Agency (CIA). Voor die tijd was hij voorzitter van de onafhankelijke denktank Carnegie Endowment for International Peace. Het grootste deel van zijn carrière werkte hij als Amerikaans diplomaat. Hij was onder meer ambassadeur in Rusland van 2005 tot 2008 en onderminister van Buitenlandse Zaken van 2011 tot 2014.

## Levensloop
William J. (Bill) Burns werd geboren in Fort Bragg (Noord-Carolina) als zoon van Peggy Cassady en Williams Burns. Zijn vader was een Amerikaans generaal die tijdens de regering-Reagan directeur was van de United States Arms Control and Disarmament Agency (ACDA) en een van de onderhandelaars van het INF Verdrag (het verdrag over de middellange-afstandswapens van de VS en de Sovjet-Unie).
William J. Burns promoveerde in de internationale betrekkingen aan de Universiteit van Oxford, spreekt Arabisch, Frans en Russisch en publiceerde in 2019 zijn memoires onder de titel The Back Channel: A Memoir of American Diplomacy and the Case for Its Renewal.  Voor dat boek kon Burns gebruik maken van een groot aantal – inmiddels gedeclassificeerde – telegrammen die hij tijdens zijn diverse functies had geschreven.
Burns trad in dienst van het Amerikaanse ministerie van Buitenlandse Zaken in 1982. Zijn eerste post als ambassadeur was in Amman, Jordanië (1998-2001), waar hij o.a de transitie van koning Hoessein naar koning Abdoellah II meemaakte. Na een periode in Washington als assistent-minister voor Midden-Oosten zaken, was hij van 2005 tot 2008 ambassadeur in Moskou. In beide hoofdsteden had hij al eerder als diplomaat gewerkt. In een van de berichten die hij in die tijd (2008) als ambassadeur vanuit Moskou naar minister Condoleezza Rice stuurde waarschuwde hij dat "de toelating van Oekraïne tot de NAVO voor de Russische elite de roodste van alle rode lijnen is. In de gesprekken met Russische sleutelspelers gedurende meer dan twee-en-een-half jaar, (…) heb ik nog nooit iemand ontmoet die een Oekraïens NAVO-lidmaatschap niet ziet als een directe uitdaging voor de Russische belangen". Een ander bericht waar hij bekend door werd – ook al was dat goeddeels geschreven door zijn medewerkers – was het verslag van een overdadig luxe bruiloft in de Kaukasus. Onder de aanwezigen was de sterke man van Tsjetsjenië Ramzan Kadyrov. Het bericht werd destijds gepubliceerd door WikiLeaks.
Tussen 2008 en 2014 had Burns diverse posities op het ministerie van Buitenlandse Zaken in Washington; eerst als onderminister voor politieke zaken en later (vanaf zomer 2011) als plaatsvervangend minister. In die posities was hij betrokken bij een lange reeks belangrijke kwesties: de aanval op het huis van Osama bin Laden, het opnemen van India in de Nuclear Suppliers Group en het versoepelen van de voorwaarden voor export van vreedzaam nucleaire goederen naar dat land, de onderhandelingen over het New START verdrag, de turbulentie van de Arabische Lente en de geheime bilaterale onderhandelingen met Iran over het Iraanse nucleaire programma die uiteindelijk – in 2015 – zouden leiden tot het Joint Comprehensive Plan of Action.
- Bibsys: 90127287
- Gemeinsame Normdatei: 1185670637
- International Standard Name Identifier: 0000 0001 1689 0616
- Library of Congress Control Number: n78077179
- Nationale Bibliotheek van Tsjechië: jo20191052053
- Nationale Bibliotheek van Israël: 987007444055005171
- Nederlandse Thesaurus van Auteursnamen: 073310182
- Système universitaire de documentation: 238313670
- Virtual International Authority File: 62807967
- WorldCat: E39PBJB8qT6vPRQXmWxBXRpXVC